# Corte Franca
Corte Franca là một đô thị thuộc tỉnh Brescia trong vùng Lombardia ở Ý. Đô thị này có diện tích 14 km², dân số 6267 người.
Đô thị này có các làng sau: Borgonato, Colombaro, Nigoline Bonomelli, Timoline.
Đô thị này giáp với các đô thị sau: Adro, Cazzago San Martino, Iseo (Italie), Passirano, Provaglio d'Iseo.